# 林飭
林飭（17世紀—17世紀），字僩士，號子穆，福建福州府福清縣人，明朝、南明政治人物。

## 生平
崇禎十五年（1642年）舉壬午科福建鄉試，次年（1643年）聯捷進士，獲授無錫知縣。弘光元年（1645年），衙役王喜向庫吏索債，庫吏誣告對方向劫庫，他就殺死王喜，兩天後清軍進攻南直隸，衙役起哄稱為王喜報仇，他就連夜攜印逃遁，因此縣紳就請教諭朱伯蓮署任縣事，其後他在康熙年間曾協助纂修《福清縣志》。

## 引用
1. 1 2  錢海岳《南明史·卷三十五·列傳第十一》：｛弘光時南直疆吏｝林飭，字僩士，福清人。崇禎十六年進士。無錫知縣，走。
2. ↑  乾隆《福清縣志·卷九·選舉志》：進士……明……崇禎十六年 癸未 楊廷鑑榜……林飭 子穆，無錫知縣……鄉舉……明……崇禎十五年 壬午 何承都榜……林飭 癸未進士
3. ↑  《爝火錄·卷十》：（乙酉五月壬午朔）十四日乙未 無錫知縣林飭遁，內衙搶掠一空；邑紳請教授【教諭】朱伯連【蓮】掌印，而印已被林飭挈去。先是，十二日，衙役王喜向庫吏索債，庫吏以喜劫庫告林；即刻殺喜。各衙役大哄，口稱為喜報仇；林遂夜遁。
4. ↑  光緒《無錫金匱縣志·卷十五·職官》：明 知縣……（崇禎）十七年 林飭 字僩士，福清人，進士。次年大兵下江南，遁去。
5. ↑  民國《福清縣志·卷一·纂修沿革表》：志名：福清縣志。卷數：十二卷。修刊時期：清康熙十一（壬子）年修刊。辦理人員：纂修邑人郭文祥，同纂邑人施起元、林日光、林飭、陳魁宇、夏晉、陳彝輝、張可仰、王安世、鄭應侯、毛鳴岐。存佚：存。